# Język oirata
Język oirata, także: woirata, maaro – język papuaski używany na wyspie Kisar w prowincji Moluki w Indonezji. Posługuje się nim nieco ponad 1500 osób. Należy do rodziny języków timor-alor-pantar.
Jego użytkownicy zamieszkują dwie wsie na wyspie Kisar (Oirata Barat i Oirata Timur), a po części także miasto Ambon. Jest odrębny od pozostałych języków Moluków. Według zapisków historycznych ludność Oirata przybyła w 1721 r. z wyspy Timor, zachowując swój rodzimy język.
Jest blisko spokrewniony z językiem fataluku, używanym na wschodnim skraju Timoru Wschodniego, i był wręcz klasyfikowany jako jego dialekt (z archaicznymi cechami). Odnotowano pewien stopień wzajemnej zrozumiałości między oirata a północnym dialektem fataluku. Na bliski związek tych języków zwrócił uwagę J. P. B. de Josselin de Jong w 1937 roku . Oirata wyróżnia się konserwatywną morfologią. Dalszymi krewnymi oirata są języki makasae i makalero, również z Timoru Wschodniego.
Współistnieje z językiem kisar (meher) z rodziny austronezyjskiej, który jest używany na tej samej wyspie. Oba języki nie są ze sobą spokrewnione. Niegdyś uważano jednak, że oirata to silnie odrębny język austronezyjski.
Jest poważnie zagrożony wymarciem. W wielu sferach życia dominuje malajski amboński, a w edukacji jest stosowany język indonezyjski. Młodsi mieszkańcy wsi Oirata Barat i Oirata Timur już nie władają biegle tym językiem, wykazują jedynie bierną jego znajomość. Tradycyjni użytkownicy języka oirata to starsi członkowie społeczności, w wieku powyżej 65 lat (ok. 7 osób). W 2018 roku zaczęto podejmować działania na rzecz rewitalizacji tego języka. Dostęp do mediów społecznościowych przyczynił się do poszerzenia domen użycia języka i umożliwił rozwój jego nieformalnej postaci pisanej.

## System dźwiękowy

### Spółgłoski
W języku oirata występuje trzynaście spółgłosek:
|              |              | dwuwargowe | wargowo-zębowe | przedniojęzykowo- dziąsłowe | podniebienne | krtaniowe |
| ------------ | ------------ | ---------- | -------------- | --------------------------- | ------------ | --------- |
| zwarta       | bezdźwięczne | p          |                | t                           |              | ʔ         |
| zwarta       | dźwięczne    |            |                | d                           |              |           |
| szczelinowa  | bezdźwięczne |            | f              |                             |              | h         |
| szczelinowa  | dźwięczne    |            | v              |                             |              |           |
| nosowe       | nosowe       | m          |                | n                           |              |           |
| aproksymanty | aproksymanty | w          |                | l                           | j            |           |
| drżące       | drżące       |            |                | r                           |              |           |

### Samogłoski
W języku oirata występuje pięć samogłosek:
|                | przednie | tylne |
| -------------- | -------- | ----- |
| przymknięte    | i        | u     |
| półprzymknięte | e        | o     |
| otwarte        | a        |       |